# Carl Ludwig Reimer

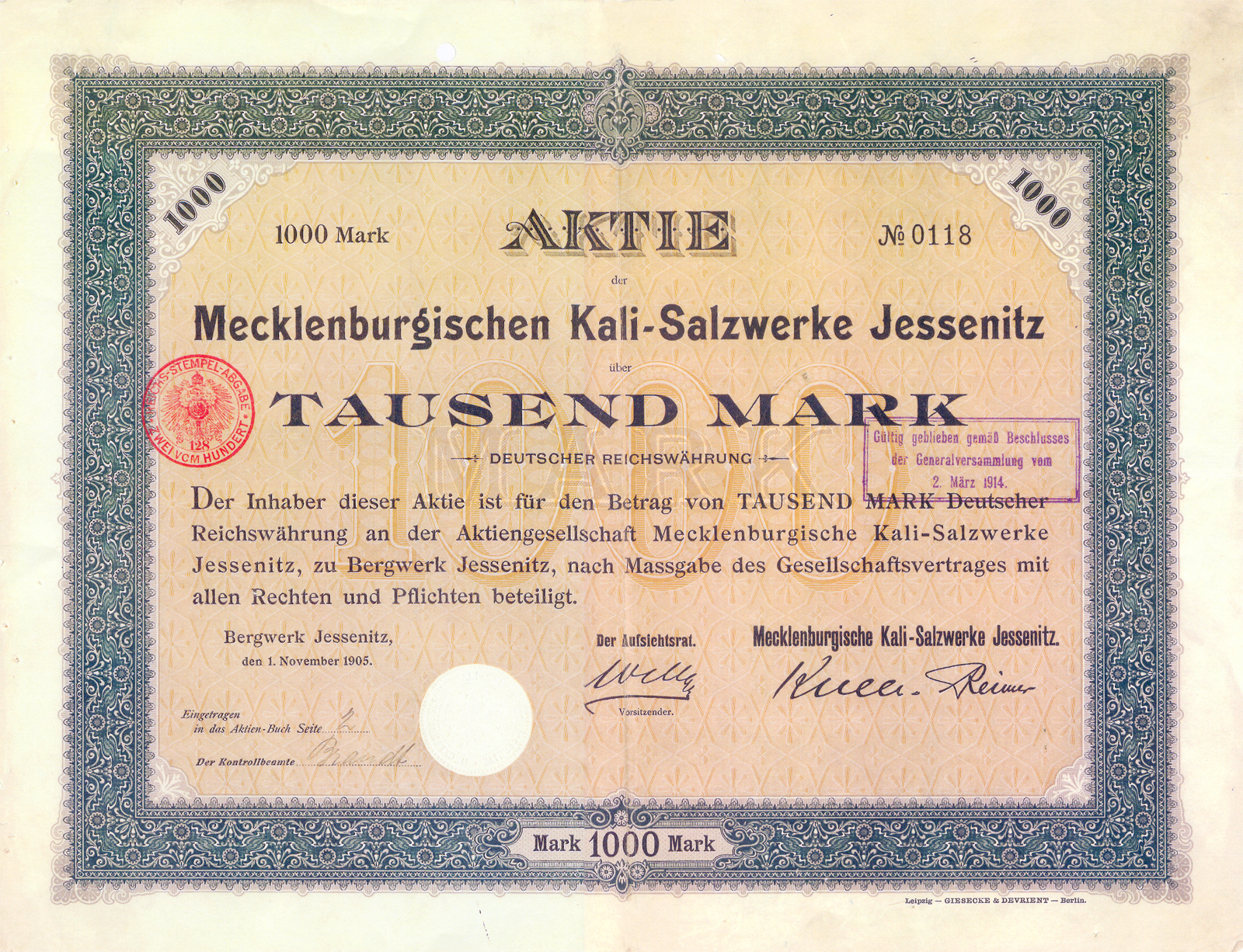
Aktie der Mecklenburgischen Kali-Salzwerke Jessenitz AG von 1905, C. L. Reimer zeichnete als Vorstandsmitglied

Carl Ludwig Reimer (* 12. März 1856 in Berlin; † 6. März 1921 in Leopoldshall) war ein deutscher Chemiker.

## Leben und Wirken
Reimer wurde am 3. März 1856 als Sohn des Buchhändlers Dietrich Reimer in Berlin geboren. Er legte am Kgl. Wilhelms-Gymnasium 1873 das Abitur ab und begann ein Chemiestudium an der Universität Heidelberg bei Bunsen und später an der Friedrich-Wilhelms-Universität Berlin bei A. W. v. Hofmann. Die Deutsche Chemische Gesellschaft zu Berlin wählte ihn am 28. Februar 1876 zum studentischen Mitglied.
Während seiner Promotion erhielt er 1876 die Gelegenheit, ein kleines Teilgebiet der von seinem Cousin Karl Reimer entwickelten Reimer'schen Reaktion zu bearbeiten. 1878 wurde Carl Ludwig Reimer in Berlin bei F. Tiemann mit einer Arbeit Ueber Aldehyde mehrbasischer aromatischer Oxysäuren promoviert.
Bis Sommer 1879 bearbeitete er als Assistent von Tiemann dieses Arbeitsgebiet weiter.
Ende 1879 erhielt er als Unterrichtsassistent an der Universität Leiden (Niederlande) bei Antoine Franchimont eine Anstellung.
In 1883 untersuchte er Farbstoffsynthesen im Berliner Privatlabor von Emil Jacobsen, der Verbindungen zu Ernst Schering und dessen Chemiefabrik in Berlin unterhielt.
In den Jahren 1884–1887 war er für die Oelmühle von Wilhelm Herz in Wittenberge tätig, notwendige Analysen wurden an der Friedrich-Wilhelms-Universität Berlin von Wilhelm Will durchgeführt.
1888 wurde er Leiter einer Fabrik bei den Vereinigten Chemischen Fabriken zu Leopoldshall AG.
Dieser Zusammenschluss von zehn Fabriken verarbeitete Kalisalze aus den Staßfurter Lagerstätten.
1901 übernahm er als Fabrikdirektor die Leitung der zu den Mecklenburgischen Kali-Salzwerken Jessenitz AG gehörenden Chlorkaliumfabrik. 1905 war er auch Mitglied des Vorstandsmitglied der AG.
Ab 1908 leitete er als Direktor die zur Gewerkschaft Hermann II gehörende Chlorkaliumfabrik in Groß-Rhüden am Harz.
1912 zog er sich aus der Industrie zurück und recherchierte von Hannoversch Münden aus für seine Verbandszeitungen „Zeitschrift für angewandte Chemie“ sowie „KALI, Zeitschrift für Gewinnung, Verarbeitung und Verwertung der Kalisalze“. Er lieferte hier wertvolle Beiträge zu Abwasserfragen, Abwassermessungen und Verfahrenspatenten. In Ullmanns Enzyklopädie der Technischen Chemie ergänzte er Beiträge zu Natriumsalzen.
1920 engagierte ihn die Kali-Forschungs-Anstalt GmbH, Leopoldshall-Staßfurt als wissenschaftlichen Mitarbeiter.
Leopoldshall war erst 1873 gegründet und Sitz des Deutschen Kalisyndikats geworden.